# Liste der Naturdenkmäler in Diemelsee (Gemeinde)
Die Liste der Naturdenkmäler in Diemelsee (Gemeinde) nennt die in der Gemeinde Diemelsee im Landkreis Waldeck-Frankenberg in Hessen gelegenen Naturdenkmäler. Sie sind nach den §§ 28, 22 des Hessischen Gesetzes über Naturschutz und Landschaftspflege sowie § 12 des Hessischen Ausführungsgesetzes zum Bundesnaturschutzgesetz geschützt.
| Bild            | Bezeichnung                            | Ortsteil, Lage                                                | Beschreibung | Art                       | Nr.    |
| --------------- | -------------------------------------- | ------------------------------------------------------------- | --- | ------------------------- | ------ |
| Fotos hochladen | „Die Klippe“                           | Adorf 51° 22′ 30,1″ N, 8° 48′ 46,4″ O                         | 0,7 Hektar großes geologisches Naturdenkmal von hervorragender Bedeutung am „Martenberg“ etwa 1,6 km nördlich von Adorf.                                     | geologisches Naturdenkmal | 06 001 |
| BW              | Feldgehölz mit Tümpel                  | Adorf 51° 22′ 58,8″ N, 8° 49′ 51,6″ O                         | 0,79 Hektar groß. Tümpel mit feuchten, teilweise mit Gehölzen bestandenen Randbereichen ca. 1 km südwestlich von Borntosten.                                 | Gewässer                  | 06 002 |
| BW              | Felsige West- u. Südhänge „Kahlenberg“ | Adorf 51° 21′ 14,1″ N, 8° 47′ 46″ O                           | 4,44 Hektar großer botanisch wertvoller Waldsteilhang ca. 600 m südwestlich von Adorf.                                                                       |                           | 06 003 |
| BW              | Diabasdurchbruch                       | Adorf 51° 22′ 33″ N, 8° 47′ 55,5″ O                           | 0,51 Hektar groß. Seltene Pflanzengesellschaft. ca. 1,3 km nördlich von Adorf.                                                                               |                           | 06 004 |
| BW              | Schaumkalkfelsen                       | Adorf 51° 22′ 42,6″ N, 8° 49′ 23″ O                           | 0,49 Hektar groß. Feldgehölz mit Frühjahrsvegetation und Schaumkalkfelsen ca. 1,5 km nordöstlich von Adorf.                                                  |                           | 06 005 |
| BW              | Klippenhang am „Gelben Rad“            | Adorf 51° 22′ 50,1″ N, 8° 48′ 4,6″ O                          | 0,6 Hektar groß. Hangwald-Biotop nördlich von Adorf, im Anschluss an ein Steinbruchgelände.                                                                  |                           | 06 006 |
| BW              | Wald-Klippen „Lingelscheid“            | Adorf 51° 20′ 50,3″ N, 8° 46′ 47,8″ O                         | 1 Hektar großes strukturreiches Waldbiotop mit Schieferklippen und großer Artenvielfalt (Orchideen, Gewöhnliche Zwergmispel) südwestlich von Adorf.          |                           | 06 007 |
| BW              | Magerrasen-Kuppe „Am Hendelknapp“      | Adorf 51° 22′ 25″ N, 8° 48′ 56,4″ O                           | 0,51 Hektar große artenreiche, landschaftsprägende Magerrasenkuppe nordöstlich von Adorf.                                                                    |                           | 06 008 |
| BW              | Zechsteinkante „Weißenborn“            | Adorf 51° 22′ 25″ N, 8° 48′ 56,4″ O                           | 0,12 Hektar groß. Etwa 2 m hohe, senkrechte, natürliche Zechsteinkante östlich von Adorf.                                                                    |                           | 06 009 |
| BW              | Tümpel mit Zechsteinkante „Am Dockel“  | Adorf 51° 22′ 8,5″ N, 8° 49′ 26,9″ O                          | 0,14 Hektar groß. Tümpel mit einer Zechsteinkante nordöstlich von Adorf.                                                                                     |                           | 06 010 |
| BW              | Linde                                  | Benkhausen 51° 19′ 37,2″ N, 8° 47′ 17,5″ O                    | Solitärbaum ca. 500 m nördlich von Benkhausen an der K 73.                                                                                                   | Linde                     | 06 011 |
| Fotos hochladen | Felspartie „Die Heggel“                | Benkhausen 51° 20′ 7,9″ N, 8° 47′ 30,1″ O                     | 1,04 Hektar groß. Landschaftsprägende Felspartie mit Laubholzbestockung nordöstlich von Benkhausen.                                                          |                           | 06 012 |
| Fotos hochladen | Südwesthang „Freudenberg“              | Benkhausen 51° 19′ 38,3″ N, 8° 47′ 18,1″ O                    | 0,70 Hektar großer lichter Buchen-Traubeneichwald auf karbonischem Kieselschiefer und Kieselkalk, sowie Orchideenvorkommen.                                  |                           | 06 013 |
| BW              | Südhang „Burhagen“                     | Giebringhausen 51° 20′ 32,1″ N, 8° 44′ 18,2″ O                | 3,2 Hektar groß. Magerrasen mit früherem Marmorsteinbruchgelände am Südhang des „Burhagen“.                                                                  |                           | 06 014 |
| BW              | Schiefersteilhang „Am Stein“           | Giebringhausen 51° 20′ 51,7″ N, 8° 43′ 36,2″ O                | 4 Hektar große natürliche Fels- und Blockhaldenabfolge mit lichtem Traubeneichenwald.                                                                        |                           | 06 015 |
| Fotos hochladen | St. Muffert-Klippen                    | Heringhausen 51° 22′ 16,1″ N, 8° 43′ 47,7″ O                  | 1,32 Hektar großer Biotopkomplex mit Felsklippen und Traubeneichenhängen nördlich von Heringhausen.                                                          |                           | 06 016 |
| BW              | Kirchenlinde                           | Rhenegge 51° 21′ 37″ N, 8° 46′ 16,1″ O                        | 300 bis 400 Jahre alte Linde südlich der Kirche. | Linde                     | 06 017 |
| BW              | Steinbruch „Hegeholz“                  | Rhenegge 51° 21′ 38,4″ N, 8° 44′ 50,9″ O                      | 1 Hektar großer schluchtartiger Diabas-Steinbruch mit altem Pionierwald westlich von Rhenegge.                                                               |                           | 06 018 |
| BW              | Hangquellenmoorkomplex                 | Schweinsbühl 51° 18′ 52,5″ N, 8° 46′ 20,9″ O                  | 1,56 Hektar großer Kleinseggensumpf und eine Orchideen-Feuchtwiesen-Pflanzengesellschaft nordöstlich von Schweinsbühl, westlich des „Großen Schierenberges“. |                           | 06 019 |
| BW              | Heidefläche                            | Schweinsbühl 51° 18′ 52,4″ N, 8° 44′ 43,9″ O                  | 1,39 Hektar große Heidefläche nördlich von Schweinsbühl am „Einbühl“.                                                                                        |                           | 06 020 |
| BW              | Eiche                                  | Schweinsbühl 51° 18′ 31,3″ N, 8° 44′ 19″ O                    | Landschaftsprägende Eiche südwestlich von Schweinsbühl. | Eiche                     | 06 021 |
| BW              | Märzenbecherwald „Am Kuhbruch“         | Stormbruch 51° 21′ 17,2″ N, 8° 40′ 31,2″ O                    | 1,56 Hektar großer feuchter Gebirgswald mit Märzenbecherstandorten.                                                                                          |                           | 06 022 |
| BW              | Feuchtwiesenkomplex „In der Hölle“     | Stormbruch 51° 21′ 13,1″ N, 8° 40′ 56,2″ O                    | 1,97 Hektar großer Feucht- und Hangwiesenkomplex nordwestlich von Stormbruch.                                                                                |                           | 06 023 |
| BW              | Grenzlinde                             | Sudeck 51° 21′ 0,9″ N, 8° 47′ 0,6″ O                          | Geschichtlich wertvoller Solitärbaum ca. 1,4 km nordöstlich von Sudeck.                                                                                      | Linde                     | 06 024 |
| BW              | Teich                                  | Vasbeck und Twistetal-Gembeck 51° 22′ 18,4″ N, 8° 54′ 39,9″ O | 0,24 Hektar großer Teich und seine Verlandungszonen ca. 1,8 km südwestlich von Vasbeck.                                                                      | Gewässer                  | 06 025 |
| BW              | Wollgrasmoor „schwarze Pfuhl“          | Vasbeck 51° 22′ 50″ N, 8° 54′ 45,9″ O                         | 0,65 Hektar großes Niedermoor ca. 1 km südöstlich von Vasbeck.                                                                                               | Niedermoor                | 06 026 |
| BW              | Teich im Tonabbaugebiet                | Vasbeck 51° 23′ 29″ N, 8° 53′ 51,8″ O                         | 0,5 Hektar großes Teichbiotop mit Teichbinsenbestand nördlich von Vasbeck. Ehemalige Ziegelei.                                                               | Gewässer                  | 06 027 |
| BW              | Kalkabbaugebiet „Auf dem Petersberg“   | Vasbeck 51° 23′ 2,8″ N, 8° 55′ 40,2″ O                        | 1,2 Hektar großes früheres Kalkabbaugebiet auf dem „Petersberg“ westlich von Massenhausen. Kalkmagerrasen und Steinbruch.                                    | Niedermoor                | 06 028 |
| BW              | Petershöhlchen                         | Vasbeck 51° 23′ 9,3″ N, 8° 55′ 27,1″ O                        | 2,72 Hektar großes Hutewäldchen mit Höhle und Magerrasen. |                           | 06 029 |

## Belege
1. ↑  
Anlage 1 zur Verordnung zum Schutze der Naturdenkmäler im Landkreis Waldeck-Frankenberg. (PDF; 374 kB) Landkreis Waldeck-Frankenberg, 18. März 2013, abgerufen am 10. Juni 2022.
2. ↑  
Verordnung zum Schutze der Naturdenkmäler im Landkreis Waldeck-Frankenberg. (pdf; 1,42 MB) Landkreis Waldeck-Frankenberg, 18. März 2013, abgerufen am 24. Januar 2016.
3. ↑  Details 06 001
4. ↑  Details 06 002
5. ↑  Details 06 003
6. ↑  
R. Kubosch: Bäume fallen für den Naturschutz am Diemelsee. Am „Kahlen-Berg bei Adorf“ sind abgestorbene und absterbende Nadelbäume gefällt worden, um sehr wertvolle Rasen und Felsspaltenvegetation zu schützen. lokalo24.de, abgerufen am 19. März 2021.
7. ↑  Details 06 004
8. ↑  Details 06 005
9. ↑  Details 06 006
10. ↑  Details 06 007
11. ↑  Details 06 008
12. ↑  Details 06 009
13. ↑  Details 06 010
14. ↑  Details 06 011
15. ↑  Details 06 012
16. ↑  Details 06 013
17. ↑  Details 06 014
18. ↑  Details 06 015
19. ↑  Details 06 016
20. ↑  Details 06 017
21. ↑  Details 06 018
22. ↑  Details 06 019
23. ↑  Details 06 020
24. ↑  Details 06 021
25. ↑  Details 06 022
26. ↑  Details 06 023
27. ↑  Details 06 024
28. ↑  Details 06 025
29. ↑  Details 06 026
30. ↑  Details 06 027
31. ↑  Details 06 028
32. ↑  Details 06 029

- Karte mit allen Koordinaten:
- OSM |
- WikiMap